# Болдумсазский этрап
Болдумсазский этрап (туркм. Boldumsaz etraby) — этрап в Дашогузском велаяте Туркменистана.
Образован в январе 1925 года на базе Порсинского районного шуро как Порсинский район Ташаузского округа Туркменской ССР.
В июле 1930 Ташаузский округ был упразднён и Порсинский район перешёл в прямое подчинение Туркменской ССР.
В феврале 1932 район был передан в восстановленный Ташаузский округ.
В ноябре 1935 Порсинский район был переименован в Калининский район.
В ноябре 1939 Ташаузский округ был упразднён, и Калининский район отошёл к новообразованной Ташаузской области.
В январе 1963 Ташаузская область была упразднена и Калининский район перешёл в прямое подчинение Туркменской ССР.
В декабре 1970 район был передан в восстановленную Ташаузскую область.
В 1992 году Калининский район вошёл в состав Дашогузского велаята и был переименован в Болдумсазский этрап.
9 ноября 2022 года к Болдумсазскому этрапу был присоединён Губадагский этрап.